# Шайка (банная)

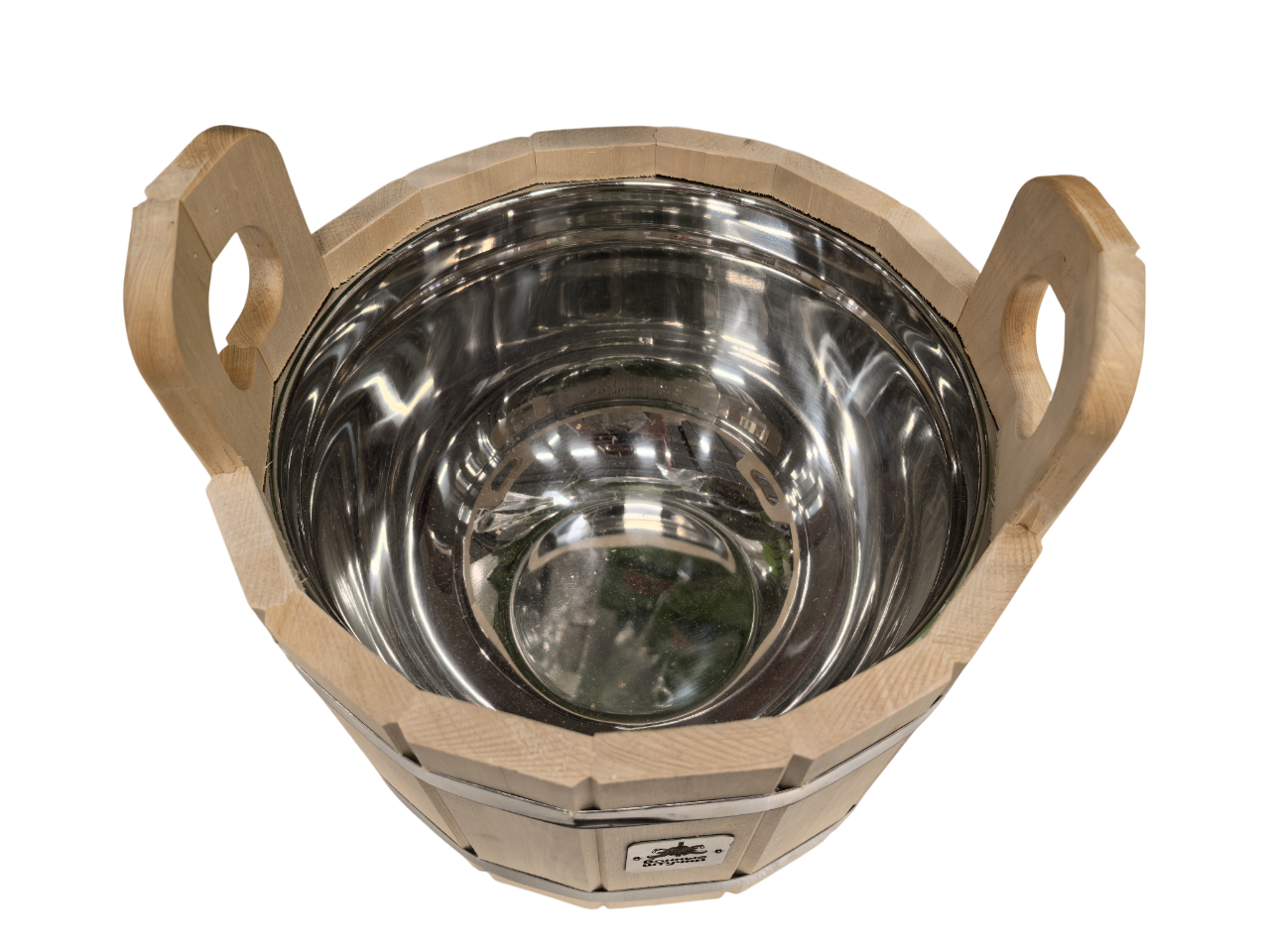
Банная шайка со вставкой из нержавеющей стали

Ба́нная ша́йка — утварь в русской бане, ёмкость для воды объёмом в четверть, половину и целое ведро (12 л). Выполнялись из липы бондарным способом: липа отличается лёгкостью, низкой теплопроводимостью и приятным запахом. Деревянная шайка имеет цилиндрическую форму, одну или две ручки, которые являются продолжением клёпок. В ручках имелось отверстие для подвешивания шайки на гвоздь.
Маленькие одноручные шайки выполняли в бане функцию наливного ковша для зачерпывания воды из чана или колоды. В одноручные шайки размером побольше обмакивали веник во время парения на полке и обливания холодной воды после мытья. Двуручные шайки большего размера использовались для мытья головы и тела или настаивания ароматных трав. В каждой русской бане имелось несколько шаек разного размера. Металлические шайки и тазы появились в России в конце XIX века. В СССР металлические банные шайки производились с двумя ручками из листовой оцинкованной стали.